# Selena Gomez & the Scene
Selena Gomez & the Scene byla americká popová skupina, která vznikla v Hollywoodu v roce 2008. Spolu s hlavní zpěvačkou a zakladatelkou Selenou Gomezovou se skupina skládala z basisty Joeyho Clementa, kytaristy Drewa Taubenfelda, bubeníka Grega Garmana a klávesisty Danea Forresta. Kapela vydala tři studiová alba, sedm singlů a sedm videoklipů. Kapela vydala své debutové album Kiss & Tell dne 29. září 2009. Album debutovalo na devátém místě v US Billboard 200 a v březnu 2010 bylo oceněno jako zlaté RIAA. Druhý singl "Naturally" se dostal do TOP 30 v USA a do TOP 20 na Novém Zélandu, Velké Británii, Irsku, Kanadě a v Německu. Singl byl také platinový v Kanadě. Jejich druhé album A Year Without Rain bylo vydáno dne 17. září 2010. Z alba byly vydány dva singly "Round & Round" a "A Year Without Rain". Album debutovalo na čtvrtém místě v US Billboard 200. Také bylo v lednu 2011 certifikováno jako zlaté RIAA.
Třetí album When the Sun Goes Down bylo vydáno 28. června 2011. První singl z alba "Who Says" debutoval 8. března 2011 na On Air s Ryanem Seacrestem. Videoklip měl premiéru 11. března 2011 na Disney Channel. Singl byl vydán 14. března 2011. Druhý singl z alba "Love You Like a Love Song" byl vydán 17. června 2011.
K březnu 2012 prodala skupina více než 3,4 milionů alb po celém světě.

## Diskografie
- Kiss & Tell (2009)
- A Year Without Rain (2010)
- When the Sun Goes Down (2011)